# Asplenium mildbraedii
Asplenium mildbraedii är en svartbräkenväxtart som beskrevs av Georg Hans Emmo Wolfgang Hieronymus. Asplenium mildbraedii ingår i släktet Asplenium och familjen Aspleniaceae. Inga underarter finns listade.